# Driloleirus americanus
A minhoca gigante de Palouse ou minhoca gigante de Washington (Driloleirus americanus, o que significa verme com cheiro de lírio) é uma espécie de minhoca pertencente ao género Driloleirus, encontrada na região de Palouse, leste de Washington bem como em partes de Idaho nos Estados Unidos da América. O verme foi descoberto em 1897. Ele pode ser encontrado abaixo de 5 metros de profundidade.
Embora tenha sido considerado extinto na década de 1980, três avistamentos posteriores demonstraram que a espécie, embora vulnerável, não está ainda extinta. O último avistamento incluiu um espécime que foi desenterrado em 27 de maio de 2005 por Yaniria Sanchez-de Leon, uma estudante da Universidade de Idaho.

## Biologia
Pouco é conhecido a respeito da minhoca gigante de Palouse. Acredita-se que o verme atinja até 1 m de comprimento. Espécimes recentes, todavia, possuíam somente cerca de metade daquele tamanho. O verme é de aspecto albino e quando tocado exala um odor similar ao do lírio. Foi informado que é capaz de cuspir em auto-defesa.
O habitat nativo desta espécie consiste de pradarias de capim tussok na região de Palouse. O solo fértil consiste de depósitos de cinzas vulcânicas e ricos depósitos de matéria orgânica, os quais acredita-se que sustentem o verme durante as estações secas. O verme escava fundo durante as secas de verão e é capaz de conservar água em seus nefrídios.

## Estado de conservação
Em 2001, a minhoca gigante de Palouse foi considerada pela World Conservation Union (IUCN) como espécie ameaçada devido a perda do seu habitat e a competição com espécies alóctones. Em agosto de 2006, conservacionistas solicitaram ao governo dos EUA que relacionasse o verme no Endangered Species Act. Todavia, em outubro de 2007, o U.S. Fish and Wildlife Service determinou que a espécie não fosse protegida sob o Endangered Species Act, uma decisão que levou várias organizações ambientais a processar a agência "para assegurar que o verme gigante em extinção receba a proteção que merece."